# ヨメ充!
『ヨメ充!』（ヨメじゅう）は、2012年7月27日に脳内彼女より発売された18禁のパソコンゲーム（アダルトゲーム）ソフトである。

## あらすじ
古書店を経営する堀川英次のもとに、異国から姫君がやってきてそのまま居ついてしまった。その状況に憤った幼馴染にびんたされた後も、彼の周りには女性がどんどん寄ってきてしまった。

## 登場人物
堀川 英次（ほりかわ えいじ）
主人公。亡き母から古書店『白佯堂』を受け継ぎ、現在はその経営に追われている。

リーゼロッテ＝ヴィッターハイム
声 - 萌花ちょこ
英次の婚約者を自称している、ヴィッターハイム公国の姫君。英次の家に居ついており、なかなか帰国しようとしない。
高辻 郁乃（たかつじ いくの）
声 - 小倉結衣
英次の幼馴染で、彼の世話を焼いていたが、リーゼロッテが出現したとき、英次にびんたをお見舞いした。
堀川 四織（ほりかわ しおり）
声 - 手塚りょうこ
英次の妹。可愛いが、将来の夢にブタマンと書くほど頭が悪い。
塩小路 かなた（しおこうじ かなた）
声 - 三十三七
英次の知り合いで、女子からの人気が高い男の娘。
神前先輩（こうざきせんぱい）
声 - 渋谷ひめ
英次の学校の先輩。白佯堂の常連だが、商品は買わず、目利きとしてのアドバイスをすることが多い。
ドナースターク
声 - 篠原ゆみ
ヴィッターハイム公国のメイドで、悲観的な性格だが姫には忠実。かつては王族の一人だったが、一族が引き起こした反乱に加担したためメイドの身分に格下げされた。なお、ドナースタークは木曜日を意味する言葉で、本名ではない。
エーミール＝ヴィッターハイム
声 - 柳沢降臨
リーゼロッテの兄で王位継承者であるにもかかわらず、妹とは対照的に軟派な性格。
相模 愛華（さがら まなか）
声 - 鈴音華月
郁乃の友人で、英次と郁乃の関係を危惧し、別れるよう助言していた。
三郎丸 靖峰（さぶろうまる やすみね）
声 - 原田友貴
『白佯堂』の客の一人で、神前先輩とは対照的に、ちゃんと本を買ってくれる。
高辻 徹生（たかつじ てつお）
声 - 雨戸武治
郁乃の父。
高辻 芳乃（たかつじ よしの）
声 - 金松由花
郁乃の母で、英次のクラスの担任。
中条 建城（なかじょう たてき）
声 - 瀧昌矢
英次の友人で影がうすく、そのことについて悩んでいる。

## スタッフ
- 原画 - あおぎりぺんた、白金リオ[1]
- シナリオ - 西田一、芳井一、生田あわる[1]

## 制作
脳内彼女は、前作の『女装山脈』で女装ブランドとしての評判を高めていた。ディレクターの西田は、そのような評判を損ねないよう、引き続き男の娘ヒロインを入れることにしたと語っている。塩小路かなたは男の娘には珍しくお姉さんという設定になっているが、これはユーザーを飽きさせないよう工夫した結果であるという。

## 参考資料
- 『おと☆娘』 VOL.8、ミリオン出版〈ミリオンムック〉、2012年8月3日。ISBN 978-4813066392。
  - 「おと☆娘 新作ゲームヘッドライン」、3-9頁。